# 쓰촨 항공
쓰촨 항공(중국어: 四川航空 약자 川航, 영어: Sichuan Airlines)은 중국 쓰촨성 청두시에 본사를 둔 항공사이다.
중국민항(CAAC)에 소속되어 있지 않는 항공사로, 허브 공항은 청두 솽류 국제공항, 청두 톈푸 국제공항, 충칭 장베이 국제공항을 사용하고 있다.

## 역사
- 1986년 9월 19일 : 쓰촨성의 인가를 받아 쓰촨 항공공사가 발족한다.
- 1988년 7월 14일 : 여객 영업을 개시한다.
- 2002년 8월 29일 : 주식회사가 되어 쓰촨 항공 구펀 유한공사를 설립. 중국남방항공, 상하이 항공, 산토우 항공, 청두 은행찬음 유한공사와 제휴를 맺어, 공동 발권, 코드셰어편 등의 제휴 합의
- 2005년 4월 25일 : 쿤밍발 충칭행 쓰촨 항공 3U8670편이 충칭에 착륙 후, 터미널 빌딩에 충돌. 부상자는 전무
- 2005년 5월 12일 : 홍콩 노선 개설.
- 2005년 : 중국 외운 구펀 유한공사(시노트란스, 본부 베이징)가 산하의 중외운항 운발전 유한공사를 통해, 선전항공, 양쯔강 쾌운항공과 함께 매수할 의향을 표명 보도.

## 운항 노선
- 2017년 12월 현재 쓰촨 항공은 다음과 같은 노선을 운항하고 있다.

### 코드셰어 협정
2017년 12월 기준, 쓰촨 항공은 다음 항공사와 코드셰어 협정을 체결하고 있다.
- KLM (스카이팀)
- 산둥 항공
- 상하이 항공 (스카이팀)
- 샤먼 항공 (스카이팀)
- 선전 항공 (스타얼라이언스)
- 중국국제항공 (스타얼라이언스)
- 중국남방항공
- 중국동방항공 (스카이팀)
- 차이나 익스프레스 항공
- 청두 항공
- 쿤밍 항공
- 티베트 항공

## 보유 기종

### 현재 보유 중인 기종
- 2020년 8월 쓰촨 항공은 다음과 같이 보유하고 있고, 평균 기령은 6년이다.[1]

### 퇴역 기종
- 쓰촨 항공은 다음의 항공기를 퇴역하였다.[6]

## 사건 및 사고
- 2003년 1월 24일, 충칭 장베이 국제공항에서 청두 솽류 국제공항으로 가는 쓰촨 항공 434편 (기종:엠브라에르 EMB-145)가 한 남성이 집에서 만든 폭발물을 발화시켜 승객과 부상을 입었다. 그는 보안요원에 의해 체포되었다.
- 2018년 5월 14일, 충칭 장베이 국제공항에서 라싸 공가 공항으로가는 (기종:에어버스 A319_133) 쓰촨 항공 8633편은 조종석 옆 부석 앞 유리창이 깨진 후 청두 솽류 국제공항으로 회항하였다. 승무원은 감압과 낮은 온도로 인해 착륙이 어려웠다. 부조종사와 승무원이 부상당하였다. 이 사고는 1990년에 있었던 영국항공 5390편하고 비슷하다.

## 사진

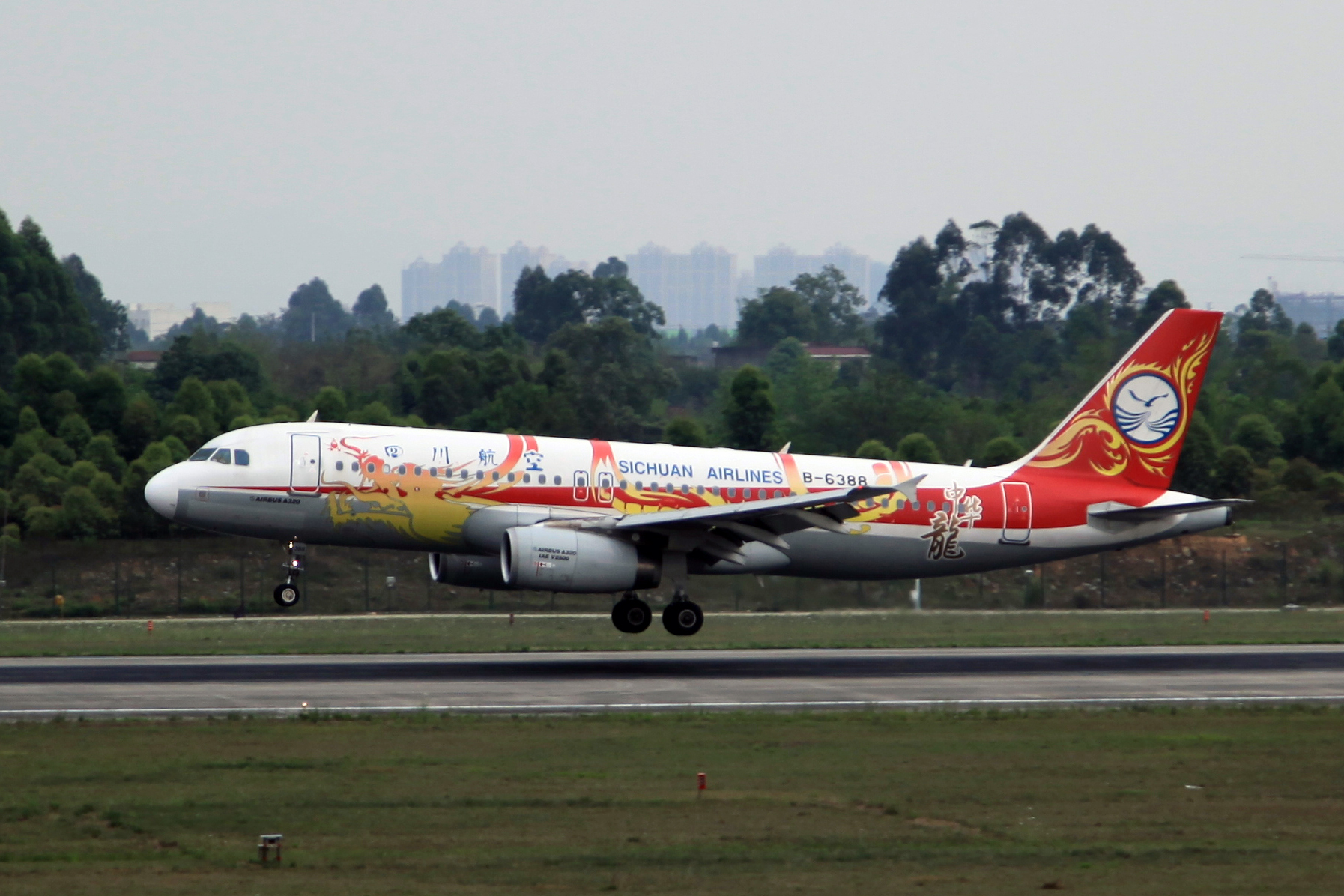
특별도장이 되어있는 쓰촨항공의 에어버스 A320-200
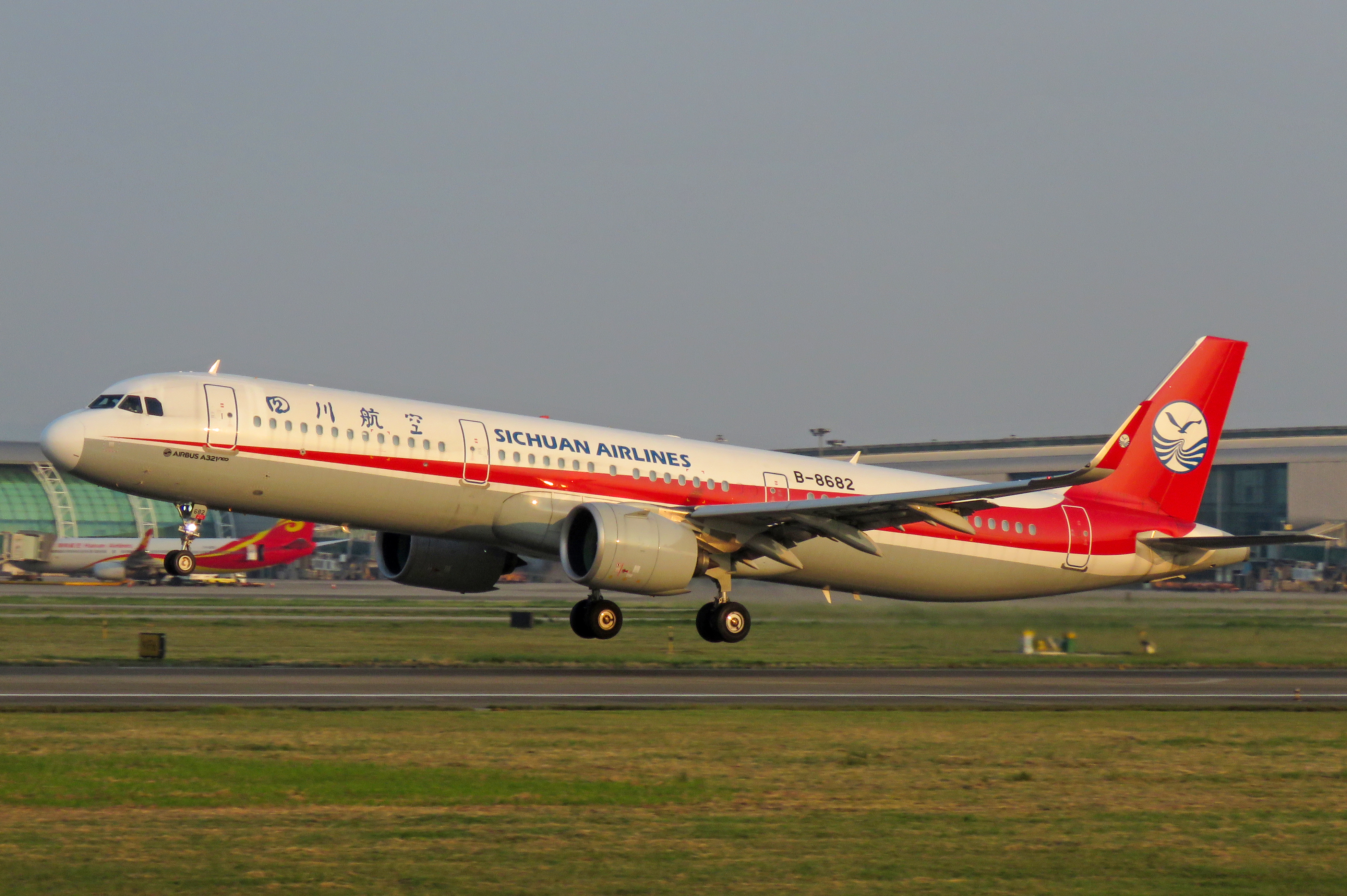
쓰촨항공의 에어버스 A321neo
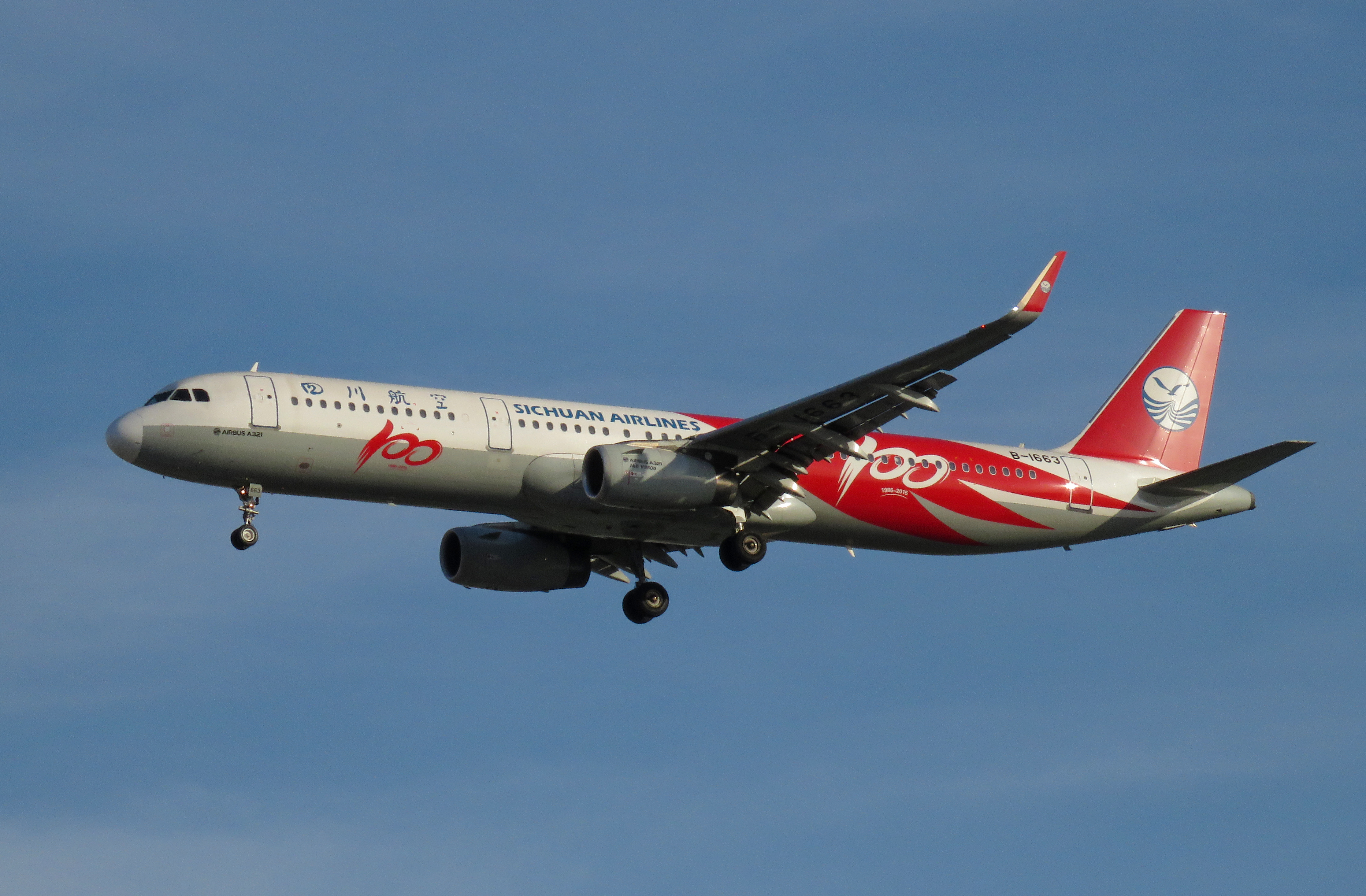
특별도장이 되어있는 쓰촨항공의 에어버스 A321-200
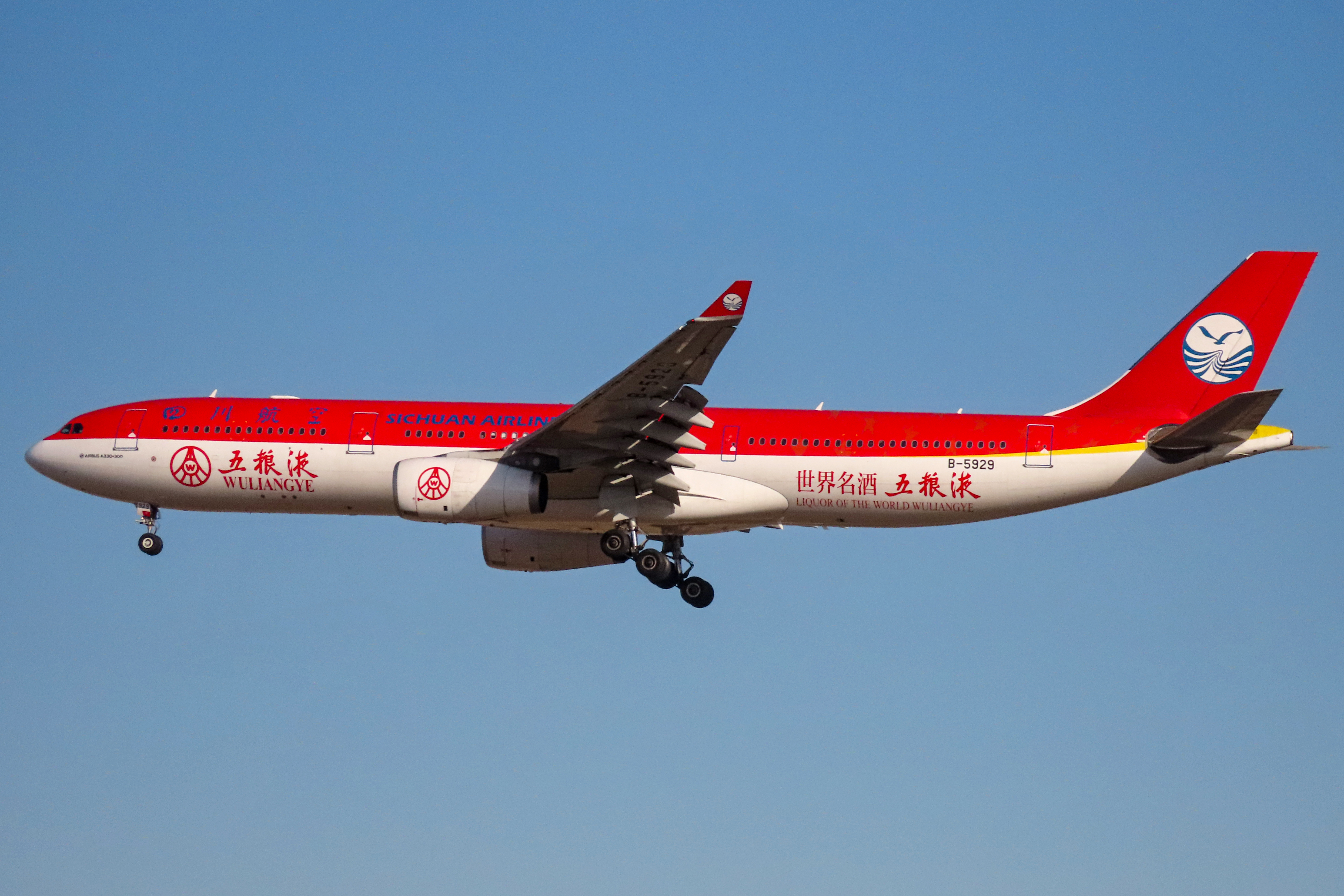
특별도장이 되어있는 쓰촨항공의 에어버스 A330-300
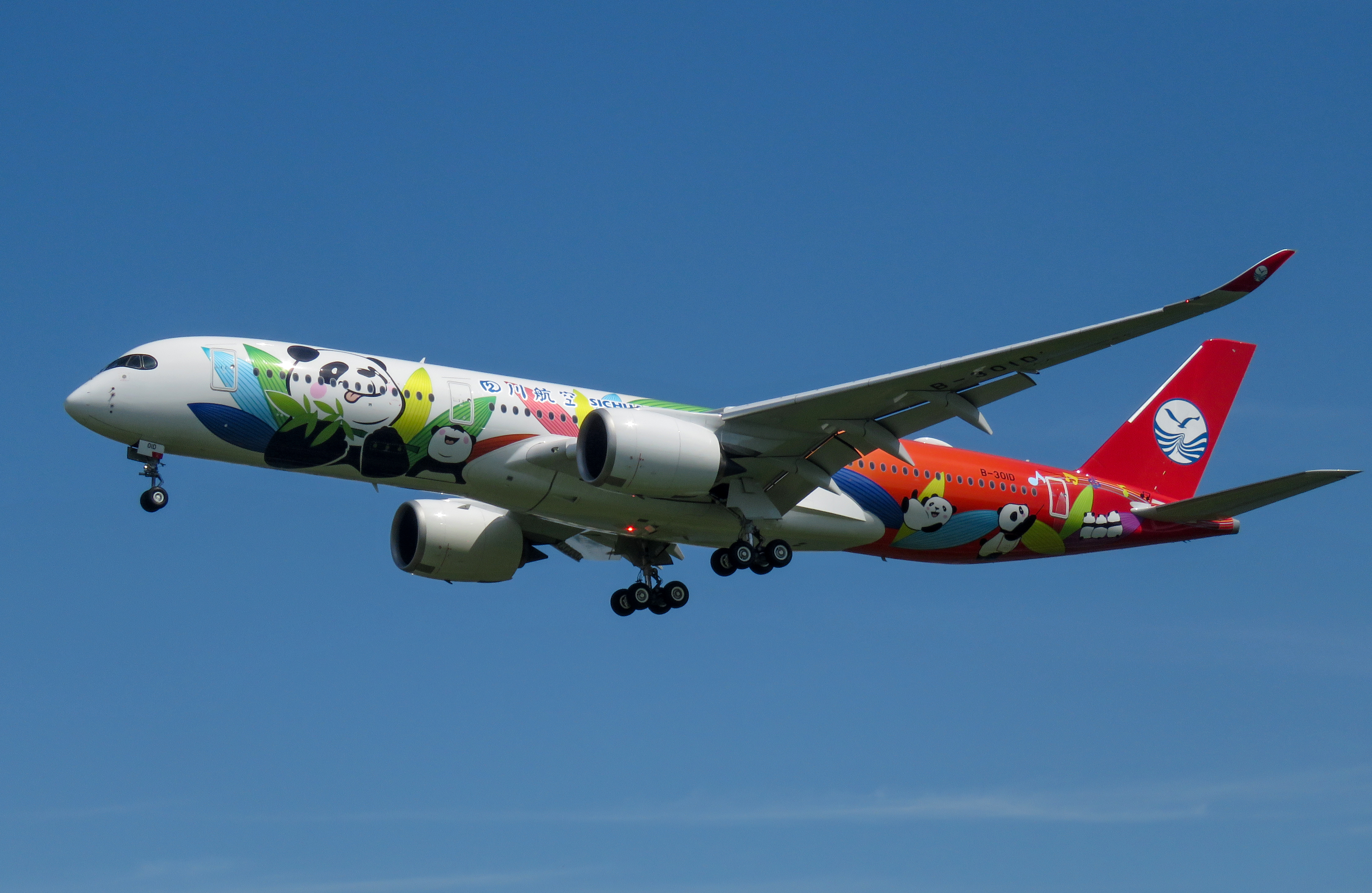
특별도장이 되어있는 쓰촨 항공의 에어버스 A350-900
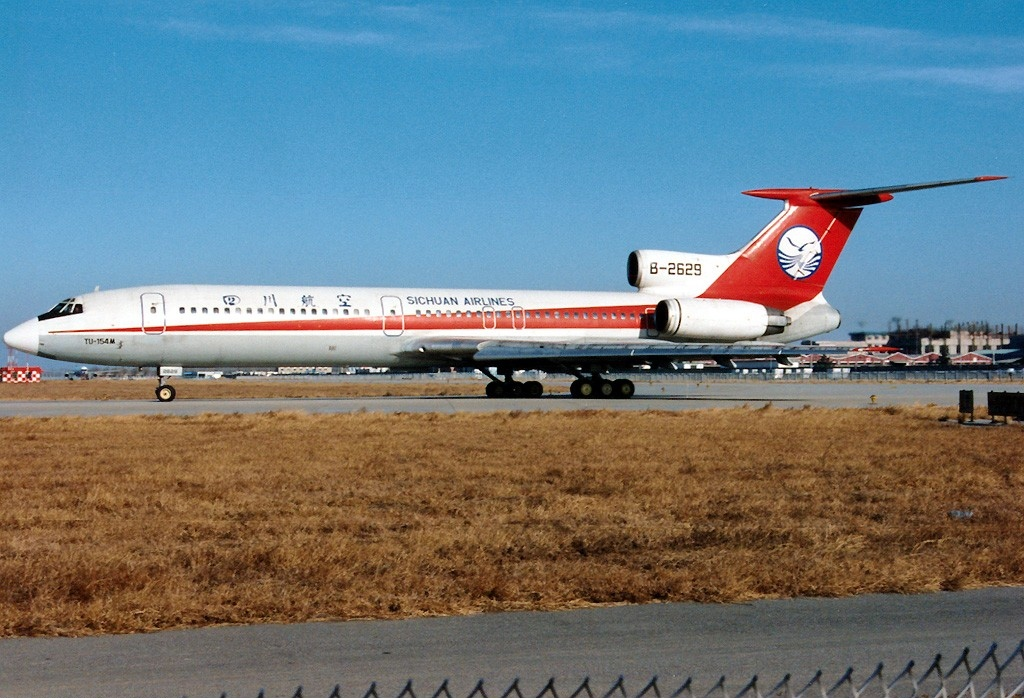
쓰촨항공의 투폴레프 Tu-154M

## 같이 보기
- 중화인민공화국의 항공사 목록
- 중화인민공화국의 공항 목록
- 중화인민공화국의 기업 목록
- 중화인민공화국의 교통
- 캡틴 파일럿